# Ministério do Fomento
Ministério do Fomento foi a designação dada, na sequência do golpe republicano de 5 de outubro de 1910, ao anterior Ministério das Obras Públicas, Comércio e Indústria. Manteve as mesmas competências deste, sendo responsável pelas áreas das obras públicas e da gestão da economia. O ministério sofreria algumas mudanças entre 1911 e 1917, perdendo algumas funções, entregues a novos ministérios ou juntas administrativas. Em 1917, passou a designar-se Ministério do Comércio, com algumas de suas tarefas sendo transferidas para o reformado Ministério do Trabalho, como o pelouro da Agricultura. O ministério seria, ainda nesse ano, subdividido em vários ministérios.